# Adeliza da Normandia
Adeliza da Normandia ou Adelida da Normandia (1055 - 7 de dezembro de 1066) era filha do rei Guilherme, o Conquistador, e sua esposa, a rainha Matilde de Flandres. Há uma considerável incerteza sobre a sua vida, incluindo suas datas de nascimento e morte. Em um papel mortuário preparado na casa religiosa de sua irmã, ela foi listada em primeiro entre os filhos de Guilherme, o Conquistador. Era geralmente a primeira filha em listas de filhos do rei, e provavelmente a mais velha. Sua inclusão no papel mortuário indica que sua morte precedeu a data da sua compilação em 1113.

## Biografia
Nos acréscimos que Orderico Vital fez no Gesta Normannorum Ducum (História dos Duques Normandos), ele afirma que antes de sua morte na Batalha de Hastings, Haroldo II de Inglaterra estava prometido a 'Adelidis', uma filha de Guilherme, e que ela manteve-se solteira após a sua morte. Chamando-a de "Adelida", Roberto de Torigni segue Orderico ao descrevê-la como a prometida de Haroldo.
No entanto, nos últimos livros de sua Historia Ecclesiastica, em vez o cronista afirma que ela era "uma virgem sob a proteção de Rogério de Beaumont", que, na opinião da historiadora Elisabeth van Houts, provavelmente significa que ela era uma freira de St Léger no Préaux. Vital descreve uma irmã previamente desconhecida chamada Ágata noiva de Haroldo, e também de Afonso VI de Leão e Castela.
Ela era quase certamente a Adeliza dirigida por Anselmo de Cantuária em orações e meditações como "venerável senhora da nobreza real".